# ستيلمان فالي (إلينوي)
ستيلمان فالي (بالإنجليزية: Stillman Valley)‏ هي منطقة سكنية تقع في الولايات المتحدة في إلينوي. يقدر عدد سكانها بـ 1,120 نسمة .

## الموقع الجغرافي
الموقع الجغرافي للمناطق المحيطة بهذه النقطة هو كالتالي:

## أعلام
- جورج بيرد
- فرانك وايت